# Lystjärnen (Malungs socken, Dalarna)
Lystjärnen är en sjö i Malung-Sälens kommun i Dalarna och ingår i Dalälvens huvudavrinningsområde.